# IFA F8
La IFA F8 è un'autovettura di fascia bassa prodotta dal 1949 al 1955 dal conglomerato industriale tedesco-orientale della IFA.

## Storia e profilo

### Contesto storico
Alla fine della Seconda Guerra Mondiale l'apparato industriale della Germania era allo sfascio: molti stabilimenti furono costretti ad ingenti investimenti solo per riparare gli enormi danni conseguenti ai bombardamenti alleati. Altri impianti semplicemente non esistevano più e diverse aziende, nell'impossibilità di far fronte alle spese necessarie per la ricostruzione dei propri siti e per la successiva ripartenza, cessarono l'attività di lì a poco. Ma i veri problemi per la Germania arrivarono con la sua divisione in due blocchi distinti, uno occidentale ed uno orientale. Quest'ultimo fu sottoposto al controllo da parte dell'autorità sovietica che sequestrò, smontò e spedì in patria gran parte dei macchinari e degli impianti installati in molti degli stabilimenti disseminati nel blocco est. Per quanto riguardava gli stabilimenti Auto Union, i dirigenti lasciarono frettolosamente i siti presenti in Sassonia e a Berlino per trasferirsi in Baviera, e più precisamente ad Ingolstadt. Gli stabilimenti abbandonati furono presidiati dal regime militare sovietico e di lì a poco, quando la Germania sarebbe stata appunto divisa in due stati distinti, i vari impianti entrarono a far parte di un conglomerato industriale denominato IFA.

### Nascita della IFA F8
Formatasi nel 1948, la IFA presentò la F8 al Salone di Lipsia già nella primavera di quell'anno, ma la commercializzazione del modello non fu avviata che a partire dal maggio dell'anno successivo: la IFA F8 altro non fu che la DKW F8 d'anteguerra, copiata letteralmente dal modello di origine. Infatti, sia tecnicamente che esteticamente la IFA F8 ricalcava fedelmente il modello pre-bellico, la versione Meisterklasse per la precisione, ed anche lo stabilimento utilizzato per il suo assemblaggio finale rimase l'ex-impianto Audi di Zwickau. Solo lo stabilimento per la costruzione delle carrozzerie non fu più quello originario di Spandau, bensì l'ex-stabilimento della carrozzeria Gläser, situato a Dresda, anch'esso occupato fino a poco tempo prima dalle autorità sovietiche e ribattezzato KWD (Karosseriewerk Dresden = Stabilimento per la costruzione di carrozzerie di Dresda). Rimase immutato anche il principio di costruire carrozzerie in legno rivestite con similpelle. Unica differenza estetica fu praticamente solo lo stemma sul radiatore.

### La carriera commerciale della IFA F8
I primi esemplari della IFA F8 furono commercializzati come DKW-IFA F8: inizialmente, quindi, anche il marchio utilizzato per la sua commercializzazione fu quello della DKW, ma in seguito a un'azione legale intrapresa dai legali dell'Auto Union (nel frattempo rifondata in Baviera e che commercializzava le sue vetture proprio con l'ex-marchio di Zschopau), l'originario acronimo di Dampfkraftwagen fu eliminato, lasciando solo quello del consorzio industriale della Germania Orientale, la IFA appunto.
Date le misere condizioni economiche in cui versava la società della Germania Orientale dell'immediato dopoguerra, la richiesta non fu molto sostenuta, ragion per cui la cadenza produttiva iniziale fu alquanto modesta. Basti pensare che in tutto il 1949 furono prodotti appena 355 esemplari di IFA F8. Ma in seguito il ritmo produttivo si fece più serrato.
La gamma iniziale della IFA F8 fu inizialmente composta da due varianti di carrozzeria: berlina a 2 porte e cabriolet. A partire dal 1950 si aggiunse anche un'inedita variante giardinetta con parte posteriore in legno a vista. La carrozzeria di questa variante, che ricordava da vicino le cosiddette "woodies" d'oltreoceano, era costruita presso la carrozzeria Meerane, anch'essa inglobata nel complesso industriale dell'IFA. Le versioni cabriolet, invece, furono realizzate interamente in lamiera. Ma per breve tempo, tra il 1950 ed il 1951, la carrozzeria Baur di Stoccarda realizzò in lamiera anche un lotto di 150 esemplari con carrozzeria berlina.
Il 1953 fu un anno importante nella carriera commerciale della IFA F8, poiché si ebbero numerosi sviluppi: innanzitutto alla gamma si aggiunse anche una variante denominata Luxus-Cabriolet, destinata ai mercati esteri (tra cui anche la stessa Germania Ovest) e caratterizzata dal frontale completamente ridisegnato, più moderno ed in particolare molto simile a quello della contemporanea IFA F9 e della sua "gemella occidentale", la DKW F89. A proposito di mercati esteri, il 1953 fu anche l'anno in cui la domanda al di fuori dei confini della DDR si fece molto più sostenuta, ragion per cui si ebbe un incremento produttivo molto consistente. A varcare i confini della Germania Orientale non furono solo le versioni Luxus-Cabriolet: in Germania Ovest giunsero infatti anche un migliaio di esemplari con carrozzeria berlina o di tipo cabriolet tradizionale. Sempre a partire dal 1953 alcune parti della carrozzeria delle IFA F8 cabriolet cominciarono ad essere realizzate in plastica Duroplast, un nuovo materiale che proprio in quegli anni aveva cominciato ad essere sperimentato nella produzione automobilistica e il cui impiego avrebbe trovato il suo apice più famoso appena alcuni anni dopo, quando vi sarebbe stato il lancio della celebre Trabant.
Tra le altre varianti di carrozzeria con cui la IFA F8 fu commercializzata vanno ricordate anche la versione trasformabile (denominata Cabrio-Limousine), la versione furgonata e la versione pick-up), ma non mancarono neppure versioni speciali realizzate a partire da telai nudi.
La produzione della IFA F8 cessò nel 1955: al suo posto subentrò la AWZ P70, non più commercializzata con marchio IFA, poiché quest'ultima nel frattempo venne assorbita a favore della Automobilwerk Zwickau (AWZ). In ogni caso, la P70 avrebbe condiviso la stessa base meccanica e lo stesso gruppo motopropulsore della IFA F8.

### Scheda tecnica
|                                    | IFA F8                                                                         |
| ---------------------------------- | ------------------------------------------------------------------------------ |
| Motore                             | DKW due tempi                                                                  |
| Posizione                          | Anteriore trasversale                                                          |
| Numero e disposizione dei cilindri | Bicilindrico in linea con metodo di lavaggio Schnürle                          |
| Cilindrata (cm³)                   | 690                                                                            |
| Alesaggio e corsa (mm)             | 76 x 76                                                                        |
| Alimentazione                      | Carburatore Berliner Tipo H30                                                  |
| Rapporto di compressione           | 5,9:1                                                                          |
| Potenza nominale (CV/rpm)          | 20/3500                                                                        |
| Coppia massima (Nm/rpm)            | 49/2500                                                                        |
| Trazione                           | Anteriore                                                                      |
| Cambio                             | Manuale a 3 marce                                                              |
| Telaio                             | Longheroni in acciaio disposti a forma di ovale, più traverse in acciaio       |
| Sospensioni ant.                   | a ruote indipendenti, con balestra trasversale superiore e triangoli inferiori |
| Sospensioni post.                  | Ad assale rigido con balestra superiore (schema ad assale oscillante)          |
| Impianto frenante                  | Freni a tamburo sulle quattro ruote (sistema Perrot-Bendix)                    |
| Sterzo                             | A cremagliera                                                                  |
| Pneumatici                         | 5.00x16 (5.25x16 nelle versioni furgoncino e giardinetta)                      |
| Massa in ordine di marcia (Kg)     | 750 (780 per la cabriolet, 900 per giardinetta e furgoncino)                   |
| Serbatoio                          | 32 litri                                                                       |
| Velocità massima                   | 85 km/h                                                                        |
| Consumo medio                      | 7.4 litri/100 km                                                               |
| Anni di produzione                 | 1949-55                                                                        |
| Prezzo al debutto in marchi DDR    | 8.415 (9.400 per la giardinetta e 11.325 per la cabriolet)                     |
| Esemplari prodotti                 | 26.267                                                                         |